# 中華台北U19女子籃球代表隊
中華台北U19女子籃球代表隊，由中華民國籃球協會負責遴選組隊，代表台灣參加U19世界青年女子籃球錦標賽。

## 名單

### 2014
教練團：時超傑（總教練）、林慧美、李佩錡
領隊：
黃柔甄(永仁)、劉惠茹(南湖)、彭惠貞(普門)、羅蘋(永仁)、李佳潔(永仁)、朱育勤(金甌)、游乙文(淡商)、許庭瑜(淡商)、陳亭安(永仁)、李依蒨(永仁)、王靖婷(普門)、蘇怡菁(永仁)、張祐菁(苗商)、胡維庭(北一)、卓敬(滬江)、胡景筑(治平)、彭曉彤(淡商)、莊家淯(永仁國中)

## 外部連結
- 中華籃協